# Beli gaber
Beli ali navadni gaber (znanstveno ime Carpinus betulus) je listopadna drevesna vrsta, ki je razširjena tudi v Sloveniji.

## Opis
Beli gaber zraste do 30 m visoko in doseže do 1 m premera, izjemoma lahko tudi več. Običajno ima vzdolžno žlebasto deblo, poraščeno z gladko, srebrno sivo skorjo. Listi so dolgi do 12 cm in široki do 5 cm in imajo dvojno nažagan rob. Drevo v Sloveniji cveti v aprilu in maju, plodovi pa dozorijo oktobra. Cvetovi so mačice, na drevesu pa so hkrati moški in ženski cvetovi. Plodovi so zbrani v gručasta viseča soplodja. Seme je majhen orešek, ki v dolžino doseže med 7 in 8 mm. Krošnja drevesa je stožčasta, starejša kupolasta do kroglasta.

## Razširjenost in uporabnost
Beli gaber dobro uspeva na bogatih, svežih in zmerno vlažnih tleh, lahko pa tudi na poplavnih tleh. Ne prenaša dobro zbitih tal, dobro pa prenaša senčne lege.
Les belega gabra je trd, njegova gostota je od 500 do 820 kg/m3. Je gospodarsko pomembna vrsta, saj je njegov les primeren za kurjavo. Poleg tega se uporablja tudi za izdelavo nekaterih delov glasbil, zasajajo pa ga tudi za živo mejo

## Galerija
- Deblo
- Beli gaber pozimi
- Staro drevo
- 573m dolg drevored belega gabra
- Beli gaber - MHNT
- Popek